# Mikonotunne
Mikonotunne (Mackanotin), jedno od lokalnih manjih plemena ili bandi Tututni Indijanaca iz jugozapadnog Oregona, porodica Athapaskan. Njihovo glavno istoimeno selo nalazilo oko 14 milja od ušća rijeke Rogue River, na Skookum House Prairie. Mikonotunne su govorili posebnim athapaskanskim dijalektom. 

## Rogu River ratovi
Plemena što su živjela na rijeci Rogue sredinom 19. stoljeća protjerana su u Rogue River ratovima koji su počeli 1850.-tih godina, napadima rudara i naseljenika. među ovim plemenima su uz Mikonotunne i Takelma, Shasta, Chetco, Chasta Costa, Tututni, Galice Creek i Cow Creek.
Selo Mikonotunne s 13 kuća je 26. ožujka 1856 napao kapetan Edward 0. C. Ord sa 113 ljudi. On ovo selo naziva Ma-a-noo-te-nay. Osam Indijanaca je tada bilo ubijeno (pet po drugim izvorima trojica su se utopila dok su pokušali pobjeći kanuima), a kuće su popaljene.

## Populacija
Hodge piše da ih je 1854 bilo 124, a J. O. Dorsey ih nalazi 41 na rezervatu Siletz 1884. Potomci im danas žive na rezervatu Siletz u savezu s ostalim plemenima pod imenom 'Confederated Tribes of Siletz'.

## Ostali nazivi
Ostali nazivi za njih bili su Macanoota, Macanootna, Macanoozoonys, Mac-en-noot-e-ways, Mac-en-oot-en-ays, Mac-en-o-tin, Mackanootenays Town, Mackamotin, Mack-en-oot-en-aay, Mac-not-na, Mac-o-no-tin, Mak-in-o-ten, Maknootennay, Mäk-nu'-tĕne', Maquelnooter, Maquelnoten, Mec-a-no-to-ny, Me-ka-nē-ten.